# Орден Звезды Непала
Орден Звезды Непала (непальск. नेपाल तारा) – государственная награда королевства Непал.

## История
Орден Звезды Непала был учреждён 19 ноября 1918 года королём Непала Трибхуваном. В 1936 году была учреждена медаль ордена.

## Степени
Орден имеет пять классов и медаль. Также были специальные классы для монарха и гроссмейстера ордена.
- Кавалер ордена 1 класса – знак ордена на чрезплечной ленте и звезда
- Кавалер ордена 2 класса – знак ордена на шейной ленте и звезда
- Кавалер ордена 3 класса – знак ордена на шейной ленте
- Кавалер ордена 4 класса – знак ордена на нагрудной ленте
- Кавалер ордена 5 класса – знак ордена без эмалей на нагрудной ленте
- Медаль ордена

## Описание
Учитывая, что изготовлением инсигний ордена занимались разные ювелирные дома, существуют отличия по внешнему виду. Описанные ниже инсигнии определяют лишь общую концепцию оформления.
Знак ордена представляет собой круглый медальон белой эмали с каймой красной эмали. В центре медальона золотая шестиконечная гексаграмма. Поверх звезды заходя на кайму медальона положена Тришула.
Знак при помощи кольца крепится к орденской ленте.
Звезда ордена первого класса четырнадцатиконечная, лучи которой покрыты эмалью, переходящей от белого цвета в основании луча, к розовому. Между лучами золотые штралы с прорисованными синей эмалью тремя лучиками и листом зелёной эмали в основании. В центре звезды круглый медальон с каймой красной эмали и золотым узором поверх. В медальоне выполненная цветными эмалями композиция заснеженных гор и зелёных предгорий, олицетворяющих земли Непала. Поверх композиции помещён знак ордена с увеличенной Тришулой.
Звезда ордена второго класса восьмиконечная, где четыре луча представляют собой прямой крест красной эмали, а остальные – андреевский крест зелёной эмали. Между лучами штралы синей эмали с разновеликими пятью лучиками. В центре звезды круглый медальон с каймой красной эмали и золотым узором поверх. В медальоне выполненная цветными эмалями композиция заснеженных гор и зелёных предгорий, олицетворяющих земли Непала. Поверх композиции помещёна Тришула.
Лента ордена многоцветная с градацией цвета от тёмно-красного до оранжевого с белой областью в центре.